# 堺咲花病院
堺咲花病院（さかいさきばなびょういん）は、社会医療法人啓仁会が大阪府堺市南区原山台に設置する病院。
2018年（平成30年）4月、近畿大学医学部堺病院より事業継承し、堺咲花病院として開院した。

## 診療科
- 消化器内科[1]
- 精神科[1]
- 神経内科[1]
- 腎臓内科[1]
- 内科[1]
- 疼痛緩和内科[1]
- 膠原病内科[1]
- 外科[1]
- 整形外科[1]
- 小児科[1]
- 血液内科[1]
- 眼科[1]
- 耳鼻咽喉科[1]
- リハビリテーション科[1]
- 放射線科[1]
- 麻酔科[1]
- 脳神経内科[1]
- 心療内科[1]

## 医療機関の指定・認定
（下表の出典）
| 保険医療機関                         | 労災保険指定病院             |
| 生活保護法指定病院                   | 指定自立支援病院（更生医療） |
| 原子爆弾被害者一般疾病医療取扱病院   | DPC対象病院                  |
| 指定自立支援医療機関（精神通院医療） |                              |

- 救急告示病院（二次救急）[2]

## 交通アクセス
- 南海泉北線「栂・美木多駅」より徒歩8分[1][3]

## 参考
- 社会医療法人啓仁会 堺咲花病院【大阪府医療機関情報システム】